# Astochia canis
Astochia canis là một loài ruồi trong họ Asilidae. Astochia canis được Bromley miêu tả năm 1935. Loài này phân bố ở miền Ấn Độ - Mã Lai.